# The Time of Our Lives (serie australiana)
The Time of Our Lives es un drama australiano transmitida del 16 de junio del 2013 hasta el 14 de agosto del 2014 por medio de la cadena ABC1.
La serie se centró en la vida de la familia Tivolli y cómo ellos deben de luchar, amar y lograr pasar los desafíos de la vida familiar contemporánea, quienes creen que si tratas a la familia como amigos y a los amigos como familia todo va a salir bien.
La serie contó con la participación invitada de los actores Catherine McClements, Nicholas Bell, Jessica McNamee, Conrad Coleby, entre otros...
El 18 de octubre de 2013 se anunció que la serie había sido renovada para una segunda temporada, la cual fue estrenada el 26 de junio de 2014. El 5 de septiembre se anunció que la serie había sido cancelada y que no había sido renovada para una tercera temporada.

## Historia
La serie se centró en la familia Trivollis: los padres Ray y Rosa, y sus hijos Matt, Luce y Chai Li. 
Matt es un agente deportivo que se enfrente a la decisión más difícil de su vida con su esposa, Luce trabaja desde casa e intenta equilibrar su vida familiar con cumplir su sueño la música y Chai Li una joven vietnamita que los Trivolis adoptaron años atrás y cuyos sueños están a punto de hacerse realidad pero el día de su boda su prometido la deja en el altar.
Caroline, es la esposa de Matt y es una madre sobreprotectora que cree que el talento de su hijo de cinco años, Carmody requiere atención las 24 horas para que pueda lograr su mayor potencial, por otro lado Bernadette, es la esposa de Luce, una mujer cálida, apasionada, amiga y madre quien trata de equilibrar su vida con dos gemelos pequeños y una hijastra mientras regresa al trabajo y finalmente Herb, un cómico que sueña con abrir su propio lugar para hacer comedia con su mejor amigo Luce.

## Personajes[6]
| Actor                  | Personaje                | Trabajo                                    | Episodios | Temporada   |
| ---------------------- | ------------------------ | ------------------------------------------ | --------- | ----------- |
| Shane Jacobson         | Luce Tivolli             | Músico & Copropietario del Club de Comedia | 21        | 2013 - 2014 |
| William McInnes        | Matt Tivolli             | Agente Deportivo                           | 21        | 2013 - 2014 |
| Claudia Karvan         | Caroline                 | Abogada                                    | 21        | 2013 - 2014 |
| Justine Clarke         | Bernadette Flynn-Tivolli | Consejera en la escuela Martin St High     | 21        | 2013 - 2014 |
| Michelle Vergara Moore | Chai Li Tivolli          | -                                          | 21        | 2013 - 2014 |
| Stephen Curry          | Herb Island              | Copropietario del Club de Comedia          | 21        | 2013 - 2014 |
| Tony Barry             | Ray Tivolli              | -                                          | 16        | 2013 - 2014 |
| Sue Jones              | Rosa Tivolli             | -                                          | 16        | 2013 - 2014 |

### Personajes Recurrentes
| Actor                | Personaje                  | Ocupación                 | Episodios | Duración    |
| -------------------- | -------------------------- | ------------------------- | --------- | ----------- |
| Tully McGahey        | Tully Tivolli              | Hija de Luce & Bernadette | 20        | 2013 - 2014 |
| Frances McGahey      | Frances Tivolli            | Hija de Luce & Bernadette | 20        | 2013 - 2014 |
| Elise MacDougall     | Georgina "Georgie" Tivolli | Hija de Luce & Maryanne   | 20        | 2013 - 2014 |
| Thomas Fisher        | Carmody Tivolli            | Hijo de Matt & Caroline   | 19        | 2013 - 2014 |
| Anita Hegh           | Maryanne                   | -                         | 16        | 2013 - 2014 |
| Cheree Cassidy       | Alice McQueen              | -                         | 12        | 2013 - 2014 |
| Pia Miranda          | Kristen                    | -                         | 6         | 2013 - 2014 |
| Dion Williams        | Lachie                     | -                         | 6         | 2013 - 2014 |
| Nicola Parry         | Andrea                     | -                         | 6         | 2013 - 2014 |
| Calen MacKenzie      | Jesse                      | -                         | 5         | 2013 - 2014 |
| Mike McLeish         | Mickey Mac                 | -                         | 5         | 2013 - 2014 |
| Catherine McClements | Diana Southey              | -                         | 5         | 2014        |
| Conrad Coleby        | Brad Masters               | -                         | 2         | 2014        |

### Antiguos Personajes Recurrentes
| Actor                 | Personaje      | Ocupación                              | Episodios | Duración |
| --------------------- | -------------- | -------------------------------------- | --------- | -------- |
| Damian Walshe-Howling | Ewan           | -                                      | 9         | 2013     |
| Anita Hegh            | Maryanne       | -                                      | 8         | 2013     |
| Kate Jenkinson        | Eloise         | -                                      | 7         | 2013     |
| Tommy Little          | Jed            | -                                      | 5         | 2013     |
| Mick Molloy           | Garrick Graham | Presentador de Radio                   | 4         | 2013     |
| Pia Miranda           | Kristin Glaros | Consejera de la escuela Martin St High | 4         | 2013     |
| Calen MacKenzie       | Jesse Reid     | -                                      | 4         | 2013     |
| Michael Dorman        | Joel           | -                                      | 3         | 2013     |
| Tina Bursill          | Lenore Island  | -                                      | 2         | 2013     |

## Episodios
Lista de episodios de The Time of Our Lives
La primera temporada estuvo conformada por trece episodios.

## Premios y nominaciones
| Año  | Categoría                               | Premio                           | Nominado (a)          | Resultado |
| ---- | --------------------------------------- | -------------------------------- | --------------------- | --------- |
| 2014 | TV Drama Series                         | Australian Directors Guild Award | Tori Garrett          | Nominada  |
| 2014 | Most Outstanding Actress                | Silver Logie Award               | Claudia Karvan        | Nominada  |
| 2014 | Most Outstanding Drama Series           | Silver Logie Award               | The Time of Our Lives | Nominado  |
| 2014 | Best Lead Actress in a Television Drama | AACTA Award                      | Claudia Karvan        | Ganó      |

## Producción
La serie fue escrita por Judi McCrossin, Michael Miller, Kris Mrksa, Blake Ayshford, Ursula Cleary y Tony McNamara; y producida por JAHM productions compañía de Amanda Higgs la cocreadora de la serie "The Secret Life" y por la escritora Judi McCrossin.
La producción comenzó el 29 de junio del 2012 y se estrenará el 16 de junio del 2013.